# フッ化テクネチウム(V)
フッ化テクネチウム(V)(Technetium pentaluoride)は、テクネチウムとフッ素からなる二元無機化合物であり、化学式はTcF5である。

## 合成
窒素で希釈したフッ素のジェットの中で、テクネチウム粉末を加熱することで合成される。
2Tc + 5F2  → 2TcF5
もう一つの合成法は、五フッ化ヨウ素中でのフッ化テクネチウム(VI)溶液へのヨウ素の反応である。
2TcF6 + I2  → 2TcF5 + 2IF

## 物理的性質
フッ化テクネチウム(V)は、直方晶系の黄色結晶を形成する。水と反応し、揮発性を持つ。

## 化学的性質
水により加水分解されて、より安定なテクネチウム化合物に不均化する。
3TcF5 + 8H2O → HTcO4 + 2TcO2 + 15HF